# Miyazaki

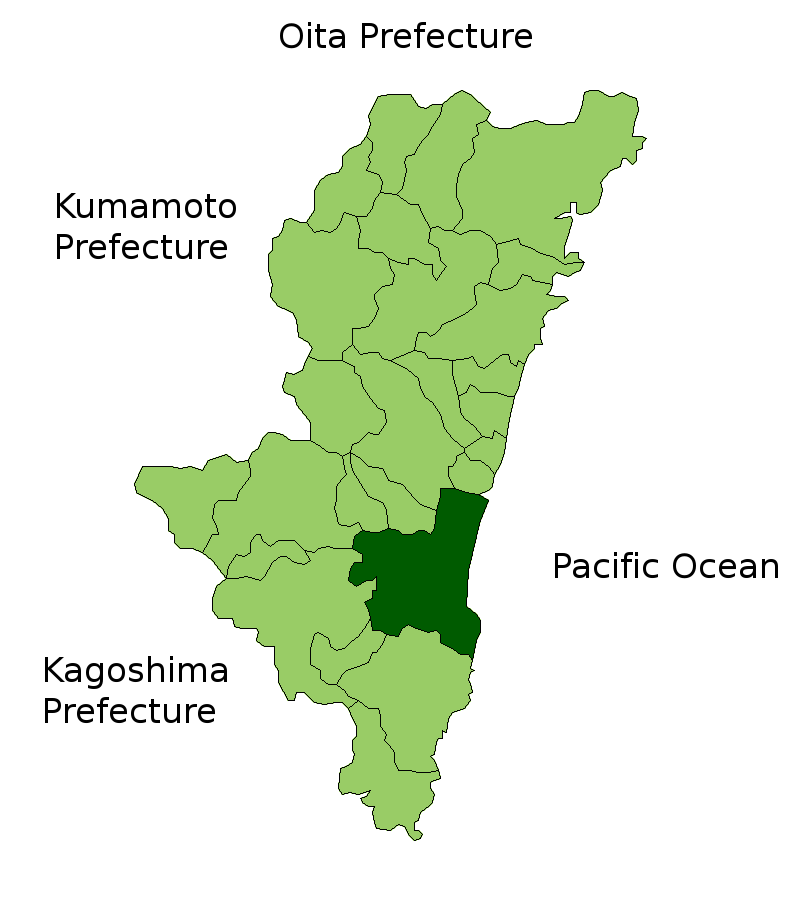

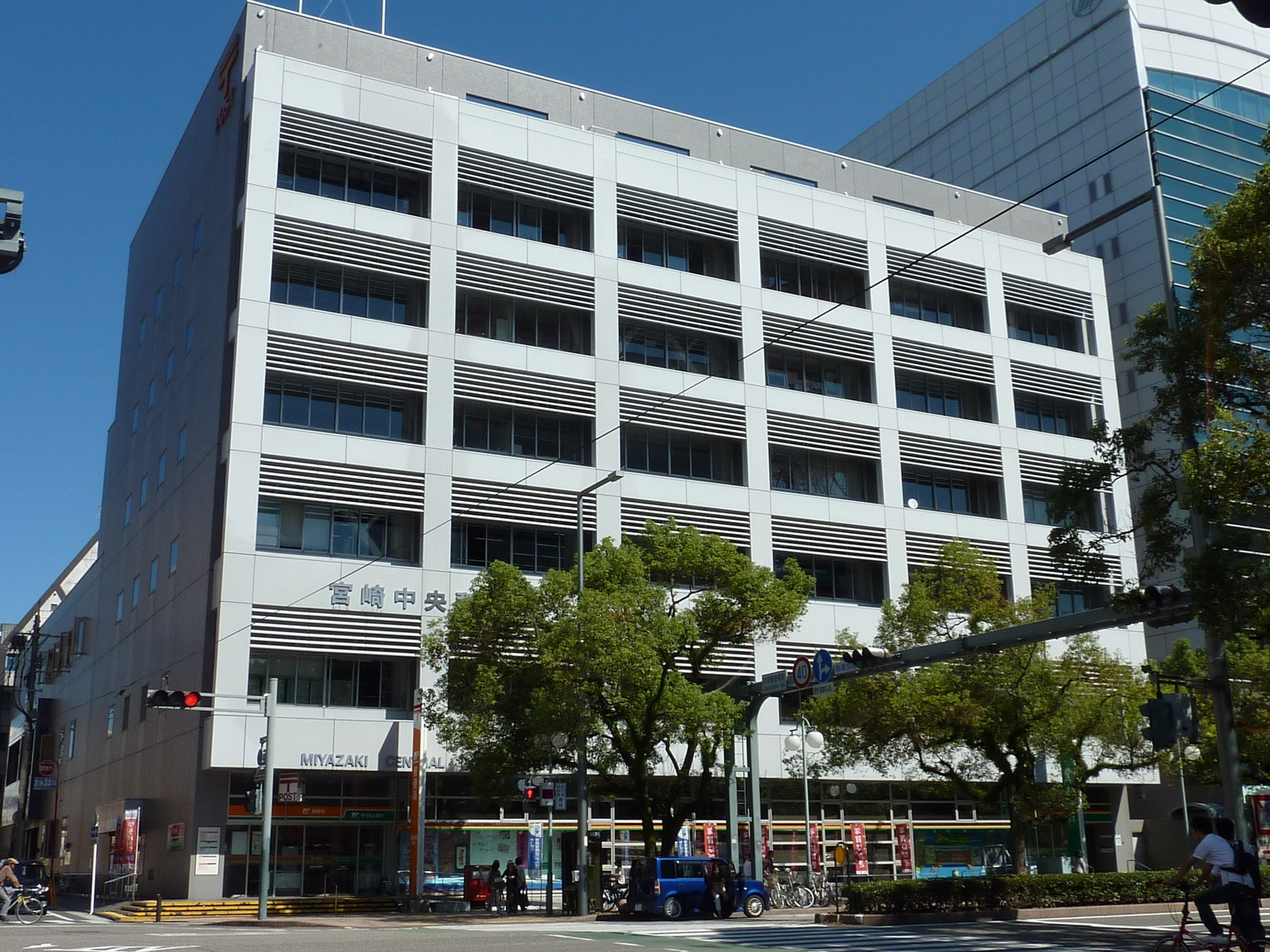
Oficiul poștal central

Miyazaki (宮崎市 Miyazaki-shi?) este un municipiu din Japonia, centrul administrativ al prefecturii Miyazaki.